# الشعبة السياسية (السعودية)
الشعبة السياسية هي قسم من أقسام ديوان الملك عبد العزيز بن عبد الرحمن آل سعود، وتختص الشعبة بالشؤون السياسية التي كان الملك يباشر العمل فيها بنفسه، وتمثل الشعبة الجهاز الإداري المعني بتنظيم مسائل الشؤون الخارجية، وقد شُكلت الشعبة من سياسين ومستشارين سعوديين وعرب عام 1349هـ (1930م)، وكلف الملك عبد العزيز سكرتيره الخاص يوسف ياسين بإدارتها.

## مهام الشعبة السياسية
يذكر الدكتور عبد الله الصالح العثيمين أن الملك عبد العزيز كان يدير شؤون نجد والأمور السياسية العامة للبلاد من خلال عدة قنوات أهمها:
- المجلس الخاص: وكان يُعقد مرتين في اليوم، ويأتي في مقدمة من يحضره تحت رئاسة الملك عبد العزيز أخوه الأمير عبد الله بن عبد الرحمن، وابنه وولي عهده الأمير سعود بن عبد العزيز، إضافةً إلى من يحملون لقب وزير، والمستشارون.
- الشعبة السياسية: وتُعنى بالشؤون الخارجية للبلاد.
- الديوان الملكي: ويُعنى بالشؤون الداخلية.
- بالإضافة إلى عدة شعب لها اختصاصات محددة كشعبة البادية، والخاصة الملكية، والمحاسبة والأعطيات، والوفود والضيافة.[3]

ويتفق كثير من المؤرخين على أن اختصاص الشعبة السياسية هو الشؤون الخارجية للدولة، ويرى المؤرخ الدكتور عبد الرحمن الشبيلي أن الشعبة السياسية تشكل في الواقع «أمانة سر أعمال المستشارين، والساعد الأيمن للملك في معظم الأمور، في وقت كانت الوزارات في مكة المكرمة».

## أقسام الشعبة السياسية
في عام 1374هـ أصدر ملك المملكة العربية السعودية الملك سعود بن عبد العزيز مرسوماً ملكياً يقضي بتشكيل الشعبة السياسية من قسمين: قسم سياسي وقانوني لا يعين فيه – بعد تصنيف موظفي الشعبة السياسية – إلا ذوو الكفاءات والمؤهلات، وقسم إداري يتولى تنظيم الأوراق وحفظها والكتابة على الآلة الكاتبة. كما يقضي المرسوم بتعيين رئيس الشعبة السياسية عضواً في مجلس الوزراء.

## أعضاء الشعبة السياسة
عندما شُكلت «الشعبة السياسية» في ديوان الملك عبد العزيز آل سعود عام 1349هـ (1930م) كُلف يوسف ياسين سكرتير الملك الخاص بإدارة أعمالها، وعين رشدي ملحس معاوناً له، وربما كان ذلك بطلب من يوسف ياسين بسبب كثرة أعبائه وأسفاره حيث إنه كلف بإدارة الشعبة إضافة إلى عمله الأساسي سكرتيراً خاصاً للمك. وقد استمر يوسف ياسين في هذا المنصب مدة طويلة، وقد استمر رشدي في عمله في الشعبة السياسية فترة طويلة بوصفه «سكرتير الشعبة السياسية»، ويُرجح أن رشدي ملحس أصبح رئيساً للشعبة بعد ياسين ما بين عامي 1365هـ و1366هـ، وقد استمر ملحس بعد وفاة الملك عبد العزيز عام 1373هـ (1953م) رئيساً للشعبة السياسية حتى وفاته في 12 رجب 1378هـ الموافق (23 يناير 1959م).
وقد كتب مترجم الملك عبد العزيز محمد عبد الله المانع عن أعضاء الشعبة السياسية فقال: «وقد عرفت من خلال عملي بعض الشيء عن غالبية الرجال البارزين الذين كانوا يحيطون بالملك، خاصة أولئك الذين كانوا يشكلون الشعبة السياسية. وكان عدد أفراد هذه الشعبة يتغير من وقت إلى آخر، لكنه كان عادة حوالي ثمانية رجال، ولم يكونوا كلهم من وسط الجزيرة العربية، بل كان بعضهم من أقطار الشرق الأوسط. فقد كان حافظ وهبة، المولود في مصر، مستشاراً مهماً وبارزاً. وكان يحضر كل اجتماعات الشعبة إلا إذا كان غائباً في مهمة رسمية... وكان الشيخ خالد الحكيم سورياً يتصف بالحكمة... وكان يوسف ياسين سورياً أيضاً، وكان مسؤولاً عن تنظيم اجتماعات الشعبة السياسية. وكان الشيخ فؤاد حمزة لبنانياً... وكان من مستشاري الملك خالد القرقني، وهو ليبي كان حاكماً لمدينة طرابلس... ولا بد أن يذكر المرء من بين مستشاري الملك الأجانب الشيخ عبد الله فيلبي، الذي كان دائماً يرحب به في اجتماعات الشعبة السياسية لكنه نادراً ما حضرها... وكان هناك عضو بارز في الشعبة، وهو أخو الملك، الأمير عبد الله بن عبد الرحمن، الذي كان يحضر اجتماعاتها ما أمكن والذي كانت آراؤه مقدرة من قِبل جلالته. ولعل أهم مستشاري الملك ذلك الرجل الذي لم يكن يحضر اجتماعات الشعبة السياسية بسبب مشاغله الأخرى خارجها، وهو الشيخ عبد الله بن سليمان وزير المالية».